# Oreophryne gagneorum
Espèce
Oreophryne gagneorum est une espèce d'amphibiens de la famille des Microhylidae.

## Répartition
Cette espèce est endémique de l'île Rossel dans l'archipel des Louisiades en Papouasie-Nouvelle-Guinée. Elle se rencontre entre 280 et 750 m d'altitude.

## Description

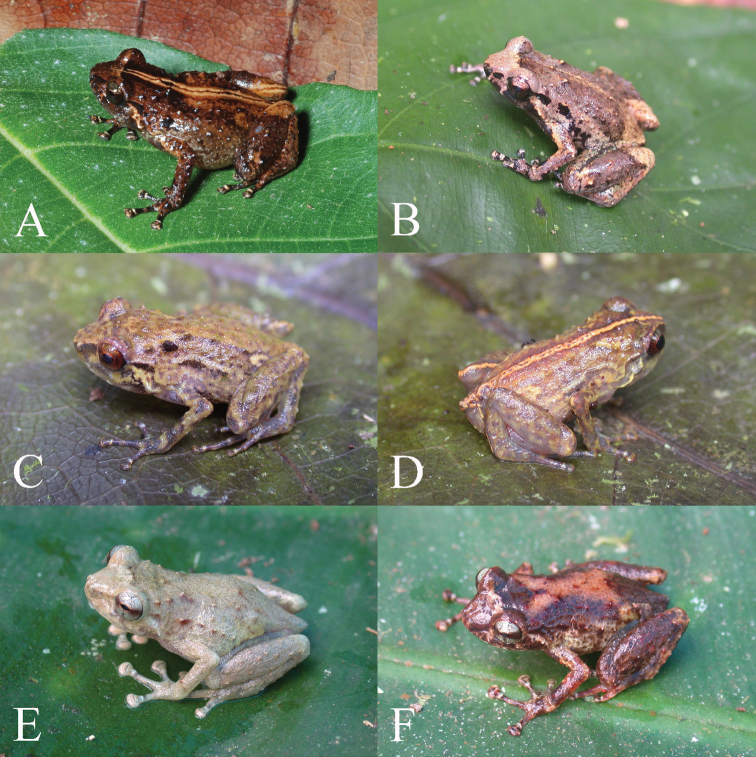
Oreophryne gagneorum Photos E et F

Les 35 mâles adultes observés lors de la description originale mesurent entre 16,3 mm et 20,0 mm et les 14 femelles adultes observées lors de la description originale mesurent entre 19,0 mm et 23,5 mm.

## Étymologie
Cette espèce est nommée en l'honneur de Betsy Gagné et de Wayne Gagné.

## Publication originale
- Kraus, 2013 : Three new species of Oreophryne (Anura, Microhylidae) from Papua New Guinea. ZooKeys, no 333, p. 93–121 (texte intégral).